# フレドリック・ステンマン
フレドリック・ステンマン（Erik Karl-Fredrik Stenman、1983年6月2日 - ）は、スウェーデンの元サッカー選手。元スウェーデン代表。ポジションはディフェンダー。

## 経歴
2006年5月にスウェーデン代表デビュー。直後の2006 FIFAワールドカップのメンバーでもあった。2011年までに3試合に出場した。

## 代表歴

### 出場大会
- スウェーデン代表
  - 2006 FIFAワールドカップ

### 試合数
- 国際Aマッチ 3試合 0得点（2006年-2011年）[1]

| スウェーデン代表 | 国際Aマッチ | 国際Aマッチ |
| 年               | 出場        | 得点        |
| ---------------- | ----------- | ----------- |
| 2006             | 2           | 0           |
| 2007             | 0           | 0           |
| 2008             | 0           | 0           |
| 2009             | 0           | 0           |
| 2010             | 0           | 0           |
| 2011             | 1           | 0           |
| 通算             | 3           | 0           |